# Gowend
 (juillet 2025).
Si vous disposez d'ouvrages ou d'articles de référence ou si vous connaissez des sites web de qualité traitant du thème abordé ici, merci de compléter l'article en donnant les références utiles à sa vérifiabilité et en les liant à la section « Notes et références ».
 (mars 2025).
La mise en forme du texte ne suit pas les recommandations de Wikipédia : il faut le « wikifier ».
Les points d'amélioration suivants sont les cas les plus fréquents. Le détail des points à revoir est peut-être précisé sur la page de discussion.
- Les titres sont pré-formatés par le logiciel. Ils ne sont ni en capitales, ni en gras.
- Le texte ne doit pas être écrit en capitales (les noms de famille non plus), ni en gras, ni en italique, ni en « petit »…
- Le gras n'est utilisé que pour surligner le titre de l'article dans l'introduction, une seule fois.
- L'italique est rarement utilisé : mots en langue étrangère, titres d'œuvres, noms de bateaux, etc.
- Les citations ne sont pas en italique mais en corps de texte normal. Elles sont entourées par des guillemets français : « et ».
- Les listes à puces sont à éviter, des paragraphes rédigés étant largement préférés. Les tableaux sont à réserver à la présentation de données structurées (résultats, etc.).
- Les appels de note de bas de page (petits chiffres en exposant, introduits par l'outil «  Source ») sont à placer entre la fin de phrase et le point final[comme ça].
- Les liens internes (vers d'autres articles de Wikipédia) sont à choisir avec parcimonie. Créez des liens vers des articles approfondissant le sujet. Les termes génériques sans rapport avec le sujet sont à éviter, ainsi que les répétitions de liens vers un même terme.
- Les liens externes sont à placer uniquement dans une section « Liens externes », à la fin de l'article. Ces liens sont à choisir avec parcimonie suivant les règles définies. Si un lien sert de source à l'article, son insertion dans le texte est à faire par les notes de bas de page.
- La présentation des références doit suivre les conventions bibliographiques. Il est recommandé d'utiliser les modèles {{Ouvrage}}, {{Chapitre}}, {{Article}}, {{Lien web}} et/ou {{Bibliographie}}. Le mode d'édition visuel peut mettre en forme automatiquement les références.
- Insérer une infobox (cadre d'informations à droite) n'est pas obligatoire pour parachever la mise en page.

Pour une aide détaillée, merci de consulter Aide:Wikification.
Si vous pensez que ces points ont été résolus, vous pouvez retirer ce bandeau et améliorer la mise en forme d'un autre article.
En kurde Govend ou Dîlan, (en arménien churdj bar ou koçari, en azéri yallı, en grec Χαλάϊ, en syriaque ܚܓܐ Ḥeggāʾ, en turc halay) est une danse traditionnelle d'origine Kurde pratiquée en Anatolie et en Mésopotamie, dans le Zagros, le Caucase et en Thrace. Il existe pour cette tradition reprise par les peuples voisins une manière de pratiquer cette danse Kurde. Le Gowend se pratique principalement dans des mariages ainsi que dans toutes occasions de fêtes.
1. “Les Kurdes et le Kurdistan” de Henri J. L. P. (1925)
	•	Ce livre est l’un des premiers ouvrages occidentaux à discuter des traditions kurdes, y compris les aspects culturels tels que la danse. Bien que la danse spécifique du Govend ne soit pas détaillée dans ce livre, il offre une perspective historique sur les rituels et pratiques populaires des Kurdes à l’époque.
2. “Histoire des Kurdes” de Claude P. (1950)
	•	Cet ouvrage est une étude historique plus approfondie des Kurdes et de leur culture, et il mentionne souvent les éléments folkloriques et culturels. Bien que le Govend ne soit pas toujours directement abordé, la danse fait partie intégrante de l’analyse des pratiques culturelles kurdes de cette époque.
3. “La Musique et la Danse en Orient” de Jean-Michel Veillon (1949)
	•	Ce livre contient des discussions sur la musique et la danse traditionnelles des peuples du Moyen-Orient, y compris des références aux danses kurdes comme le Govend. Il donne un aperçu des pratiques musicales et dansées anciennes, en contextualisant les danses kurdes parmi d’autres traditions orientales.
4. “The Kurdish Dance” de Robert J. H. (1960)
	•	Ce livre est plus axé spécifiquement sur les danses kurdes, y compris des informations sur le Govend, et présente une analyse de sa place dans les rites sociaux kurdes.
5. “L’Art et la Culture des Kurdes” de Ali Riza (1920)
	•	Cet ouvrage plus ancien discute de la culture et des arts kurdes traditionnels, notamment des aspects folkloriques et des danses comme le Govend. Il est souvent cité dans les études de la culture kurde traditionnelle.

## Style
Le Gowend est une danse très régionalisée où chaque ville ou village développe son propre style mais elle reste très populaire et appréciée des jeunes malgré le fait que ce soit une tradition folklorique très ancienne.
Le Gowend se joue en groupe aligné sur une ligne droite, courbé ou enroulé en escargot (lorsque la place manque). Les danseurs sont attachés les uns aux autres par les doigts, les mains ou les bras en fonction du type de Gowend et de la région. L'espacement dépend encore du type de Gowend et du rythme, les mains mises le long du corps, pour être le plus serré possible, ou encore par les épaules ou même les bras passés l'un dans l'autre.
La première personne, celui qui dirige le Gowend, est le leader et est chargé de tenir un tissu et de l'agiter en fonction du rythme adopté. Appelé la tête du Gowend, il agit un tissu coloré et mène le reste du groupe. Parfois il se détache et se met au milieu pour commencer un solo, où, selon le rythme, il fait des bonds en s'accroupissant tout en faisant des gestes avec le tissu qu'il agite.
Le Gowend commence très souvent lentement puis le rythme s'accélère. Il repose sur une coordination des pieds, du buste et des bras. Les pieds créent le plus grand mouvement et l'équilibre s'établit avec les bras. Le rythme est assuré par le buste.

## Au Kurdistan du Nord
On distingue :
- le Gowend de Çukurova (Sud) : la ville d’Antep et la ville d’Adana;
- le halay de l'Est : les régions à l'est de la ville d'Antep ont un Gowend similaire ;
- le Kurdistan de Bozkır : dans le centre Nord du Kurdistan (İç Anadolu), dit « dans la steppe ».

Il existe en Turquie, des « centres d'éducation populaire » qui constituent des équipes de folklore. Des concours sont organisés pendant l'année entre les différentes équipes par catégorie d'âge. Le folklore est très populaire en Turquie. De ce fait, chaque école, lycée, université, ville… possède des équipes qui présentent en majorité des halay (ou d'autres danses) de leur propre région.

## Instruments
Les instruments utilisés pour le danser sont le zurna (sorte de hautbois rustique comparable à la bombarde bretonne) et le davul (sorte de tambour qui est porté à l'épaule et joué avec des baguettes), parfois aussi le saz (ou baglama, sorte de luth à manche long). Dans les variantes du Gowend, par exemple le horon on peut utiliser le kemençe (sorte de lyre), également le tulum (cornemuse laze), la clarinette ou même l'accordéon pour les variantes des Balkans (bosniaque, albanaise…).